# Paul Holland
Paul Holland est un statisticien. Il est connu pour ses travaux sur l’inférence causale en statistique. Il a notamment donné son nom au modèle causal de Neyman-Rubin en hommage à Jerzy Neyman et Donald Rubin.